# Mustela erminea invicta
Mustela erminea invicta es una subespecie de  mamíferos carnívoros  de la familia Mustelidae subfamilia Mustelinae.

## Distribución geográfica
Se encuentran en Norteamérica: las Montañas Rocosas (Alberta, la Columbia Británica,  Washington, Idaho y el noroeste de Montana).